# Gold Dust Gertie
Gold Dust Gertie is een Amerikaanse filmkomedie uit 1931 onder regie van Lloyd Bacon.

## Verhaal
De gulpenduikster Gertie Dale is uit op het fortuin van haar twee ex-mannen George Harlan en Elmer Guthrie. Zij zijn tegenwoordig verkopers van zwempakken en ze zijn inmiddels hertrouwd met een tweeling. 

## Rolverdeling
| Acteur              | Personage            |
| ------------------- | -------------------- |
| Winnie Lightner     | Gertie Dale          |
| Ole Olsen           | George Harlan        |
| Chic Johnson        | Elmer Guthrie        |
| Dorothy Christy     | Mabel Guthrie        |
| Claude Gillingwater | John Aberdeen Arnold |
| Arthur Hoyt         | Dr. Rodman Tate      |
| George Byron        | Kapitein Osgood      |
| Vivien Oakland      | Lucille Harlan       |
| Charley Grapewin    | Nicholas Hautrey     |
| Charles Judels      | Mijnheer Pestalozzi  |
| Virginia Sale       | Secretaresse         |